# Parque natural de la Sierra de San Mamés
El Parque Natural de la Sierra de San Mamés (oficialmente en portugués, Parque Natural da Serra de São Mamede, PNSSM) es un espacio natural protegido que cubre la Sierra de San Mamés, situada en el distrito de Portalegre, región del Alentejo, Portugal.
Ocupa un área aproximada de 55.524 ha, distribuidos por cuatro municipios portugueses del distrito de Portalegre: Portalegre, Castelo de Vide, Marvão y Arronches.

## Geomorfología
La zona sur del parque presenta un relieve suave  y ondulado, con una altitud que varía entre 300 y 400 m El Patamar de Portalegre, que se sitúa a una altitud de 400 a 500 m, forma una especie de paso que sobresale de la zona sur del parque. Constituye una zona de transición entre el paisaje tradicional alentejano y la sierra.
La sierra propiamente dicha, que se sitúa al norte y en el centro del área del parque, con altitudes superiores a 800 m, es una zona marcada paisajísticamente por cordales de crestas cuarcíticas y por relieves preeminentes.
La creación del parque natural marca, en consonancia con su patrimonio natural y paisajístico, el inicio de un proceso de restauración de los sistemas agrícolas tradicionales de la sierra, en proceso de degradación desde finales del siglo XIX por las campañas cerealísticas.

## Usos agrícolas
La agricultura continúa siendo la actividad económica dominante en esta región. 
En la zona más serrana, al norte, predomina la pequeña y mediana propiedad, con una utilización diversificada que resulta de la compartimentación del espacio: robledales, sotos y montes de alcornoque, alternando con olivares, pinares y eucaliptales, y el secano alternando con pequeños regadíos y matorrales, en los terrenos de mayor altitud. 
Al sur, la pequeña y mediana propiedad es sustituida por la gran propiedad, predominando la agricultura extensiva de secano, a veces en asociación con el alcornocal y el encinar y la cría de ganado.

## Clima
Las características morfológicas del PNSSM influyen en el tipo de clima existente en la región. Este presenta u período seco acentuado en el verano y un invierno frío y lluvioso, situación que ocurre debido a su elevada altitud, que hace que la sierra sufra una influencia continental ibérica y una atlántica.
Las líneas de mayor altitud de la sierra tienen una orientación NW-SE lo que lleva a que las vertientes vueltas al S-SE sean cálidas y secas en tanto que las vertientes a N-NW sean frías y húmedas. Loss vientos predominantes son los del cuadrante norte, noroeste y oeste, que atenúan el calor y sequedad estivales manteniendo las lluvias más abundantes.
La acción del aire marino lleva a que haya una menor amplitud térmica y mayor precipitación anual en relación con la zona que le rodea.
La posición geográfica y topográfica de la sierra de San Mamés hace de ella la más elevada al sur del río Tajo, combinando las altitudes con las diferentes exposiciones, siendo posible encontrar especies vegetales con características mediterráneas, atlánticas y centro-europeas.
Aparte de eso la sierra constituye el límite sur de Portugal para algunas plantas comunes de carácter atlántico y el límite suroeste de Europa para la distribución de algunas especies.

## Flora

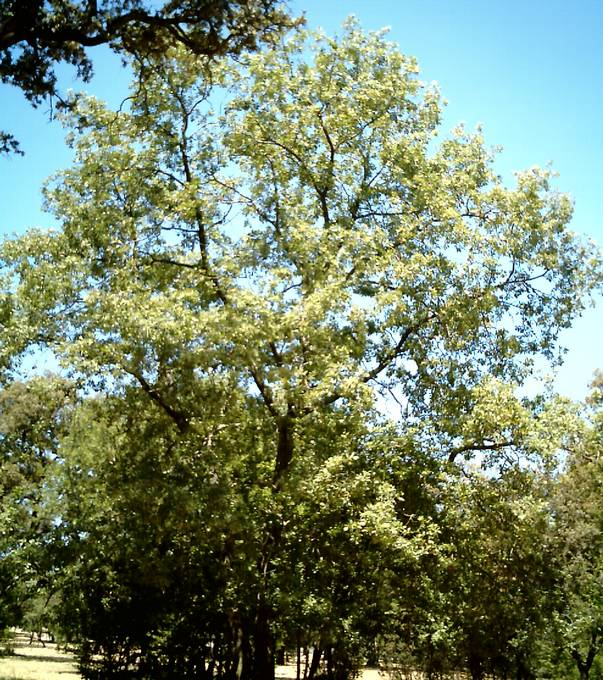
Rebollo (Quercus pyrenaica)

Se encuentran áreas edafoclimáticas muy distintas que se asocian a unidades de paisajes diferenciados:
- En las vertientes de umbría , más frescas y húmedas, las condiciones son marcadamente atlánticas. Tendríamos como vegetación clímax el domínio del:
- Rebollar (Quercus pyrenaica)

A veces, estos fueron inicialmente sustituidos, por acción antrópica, por: 
- Castaños (Castanea sativa)
- Pinos  (Pinus pinaster)

Los matorrales están dominados por 
- Jarales  (Cistus hirsutus, Cistus psilosepalus)
- Tojos (Ulex minor)

En las vertientes de solana , más cálidas, la panorámica es diferente dado que el clima es marcadamente mediterráneo, siendo la especie dominante: 
- El alcornoque (Quercus suber)

Los matorrales dominantes son jarales mediterráneos dominados por: 
- Jara (Cistus ladanifer)

En las zonas limítofes del parque encontramos un tipo de vegetación típicamente mediterránea con predominio del: 
- Alcornoque (Quercus suber)
- Encina (Quercus rotundifolia)
- Pastos

En el área del parque se encuentran diversas especies rupícolas , de hábitats rocosos a lo largo de las crestas y de los afloramientos rocosos. Entre ellas:
- Armeria
- Silene acutifolia
- Linaria saxatilis
- Umbilicus heylandianus
- Narcissus
- Pseudonarcissus
- Cheilanthes hispanica

A menor altitud tenemos especies típicas como:
- Viscum cruciatum
- Euphorbia welwitschii
- Euphorbia matritensis
- Euphorbia micaensis
- Daucus setifolius
- Lamium bifidum.

## Fauna
Toda la variedad de biotopos que caracteriza al PNSSM asociada a los diversos tipos de hábitats, proporciona una gran riqueza faunística.
El área del parque es de gran importancia a nivel ornitológico, tanto en el territorio nacional como a nivel de la península ibérica, formando parte de la ruta migratoria de muchas especies de aves entre Europa y África. Fueron inventariadas por el Atlas de las Aves del PNSSM cerca de 150 especies de las que 40 nidifican en el parque, de las cuales destacan especies con estatuto de conservación de la naturaleza, como es el caso de: 
- Águila perdicera (Hieraaetus fasciatus)
- Buitre leonado (Gyps fulvus)
- Buitre negro (Aegypius monachus)

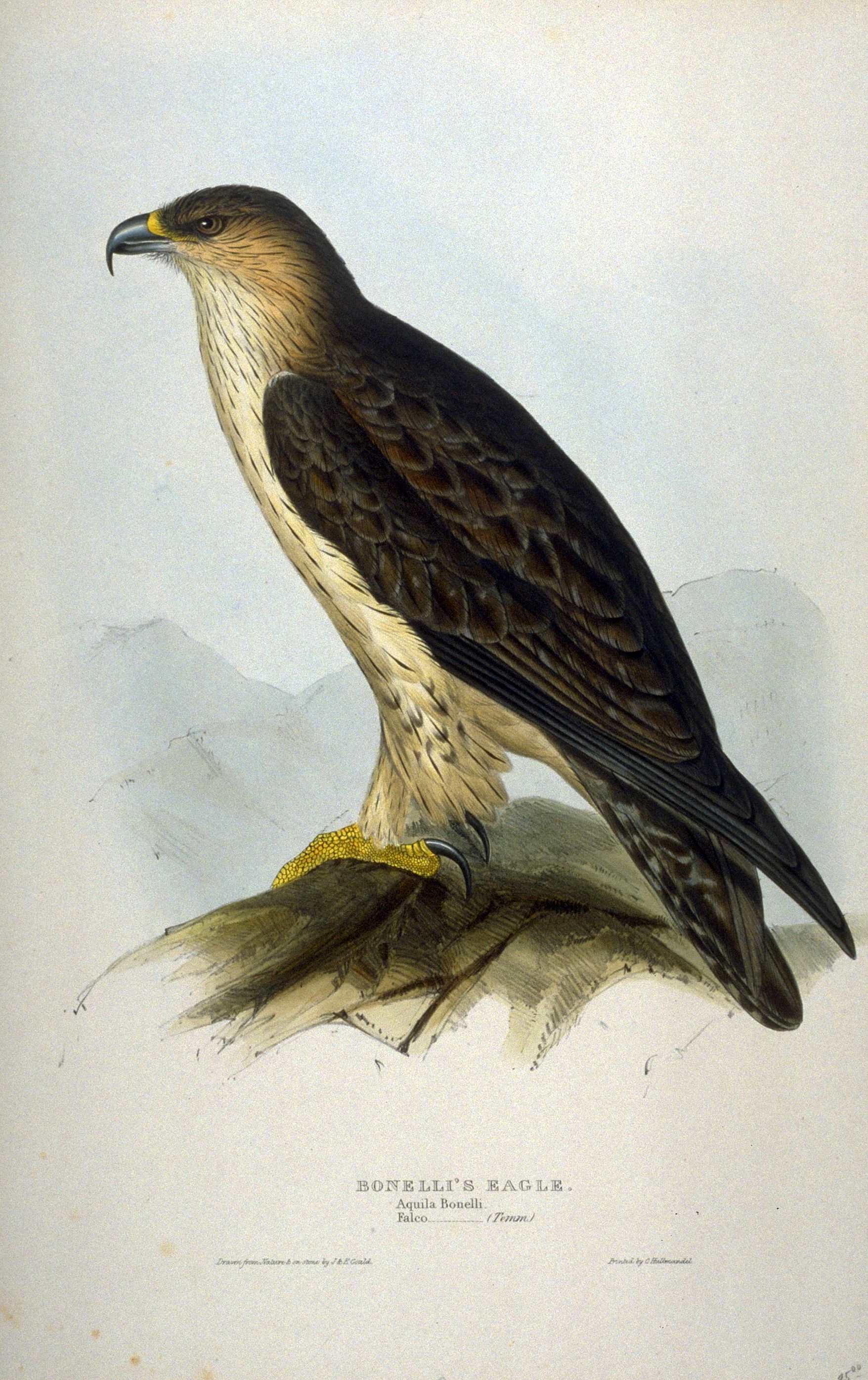
Hieraaetus fasciatus

- Colirrojo real (Phoenicurus phoenicurus)
- Collalba negra (Oenanthe leucura)
- Milano negro (Milvus migrans)
- Búho real (Bubo bubo)
- Águila culebrera (Circaetus gallicus)
- Gavilán (Accipiter nisus)
- Elanio azul (Elanus caeruleus)
- Perdiz roja (Alectoris rufa)
- Mirlo común (Turdus merula)
- Carbonero garrapinos (Parus ater)
- Carbonero común (Parus major)
- Herrerillo común (Parus caeruleus)
- Mito (Aegithalos caudatus)
- Arrendajo (Garrulus glandarius)
- Tarabilla común (Saxicola torquata)
- Petirrojo (Erithacus rubecula)